# Разумова, Любовь Александровна
Любовь Александровна Разумова (1901—1980) — советский учёный в области метеорологии и агрометеорологии, доктор географических наук, являлась одним из основоположников создания агрометеорологической службы Советского Союза. Заслуженный деятель науки РСФСР (1972).

## Биография
Родилась 27 апреля 1901 года в Санкт-Петербурге.
С 1915 по 1920 год обучалась в Петроградском Императорском университете (с 1917 года — Петроградский университет).
С 1921 по 1931 год на научно-исследовательской работе в Петроградской (с 1924 года — Ленинградской) сельскохозяйственной опытной станции в качестве научного сотрудника отдела сельскохозяйственной метеорологии. С 1931 по 1937 год на исследовательской работе в Ленинградском управлении гидрометеослужбы в составе Главного управления Гидрометеорологической службы при СНК СССР в качестве научного сотрудника.
С 1937 по 1939 год на научно-исследовательской работе во ВНИАЛМИ в составе ВАСХНИЛ в качестве научного сотрудника отдела агрометеорологии. С 1939 по 1940 год на исследовательской работе в Хибинской агрометеорологической станции входящей в систему АН СССР в качестве её руководителя. С 1940 по 1980 год, в том числе в годы Великой Отечественной войны на научно-исследовательской работе в Центральном институте погоды СССР (с 1943 года — Центральный институт прогнозов, в 1965 году — Гидрометеорологический научно-исследовательский центр СССР) в качестве старшего и ведущего научного сотрудника и научного консультанта.

### Научно-педагогическая деятельность и вклад в науку
Основная научно-педагогическая деятельность Л. А. Разумовой была связана с вопросами в области метеорологии и агрометеорологии. Л. А. Разумова занималась исследованиями в области вопросов изучения почвенной влажности, в том числе как фактора определяющего формирование и влагообеспеченность на урожай сельскохозяйственных культур и на агротехнику его возделывания.
Л. А. Разумова являлась одним из пионеров созданной в 1921 году — агрометеорологической службы Советского Союза.
В 1938 году защитила кандидатскую диссертацию на соискание учёной степени кандидат сельскохозяйственных наук, в 1954 году — докторскую диссертацию на соискание учёной степени доктор биологических наук. Л. А. Разумовой было написано более шестидесяти научных трудов и монографий, в том числе известные труды в области метеорологии и агрометеорологии: «Вопросы сельскохозяйственной метеорологии» (Л.: 1954), «Почвенная влага и ее значение в сельскохозяйственном производстве» (Л.: 1963), «Почвенная влага: применительно к запросам сельского хозяйства» (2-е изд., Л.: 1973), «Исследования по агрометеорологическим прогнозам» (Л.: 1973) изданные в Гидрометеоиздате. В 1972 году Указом Президиума Верховного Совета РСФСР за заслуги в научной деятельности Л. А. Разумовой было присвоено почётное звание Заслуженный деятель науки РСФСР.

## Основные труды
- Отчего гибнут озими / Л. А. Разумова. - Москва ; Ленинград : Гос. с.-х. изд-во, 1930. — 31 с.
- Руководство к составлению прогноза запасов продуктивной влаги в почве / Л. А. Разумова, С. А. Вериго, С. Б. Мостинская ; Под ред. М. С. Кулика. - Москва ; Ленинград : Гидрометеоиздат, 1951. — 60 с.
- Вопросы сельскохозяйственной метеорологии / Под ред. Л. А Разумовой. - Ленинград : Гидрометеоиздат, 1954. — 104 с.
- Руководство по контролю и обработке наблюдений над влажностью и промерзанием почвы / Сост.: канд. с.-х. наук С. А. Вериго, д-р геогр. наук Л. А. Разумова ; Глав. упр. гидрометеорол. службы при Совете Министров СССР. Центр. ин-т прогнозов. - Ленинград : Гидрометеоиздат, 1955. — 80 с.
- Производство наблюдений над влажностью почвы омическим почвенным влагомером ИВП-53 / А. И. Данилин, Л. А. Разумова ; Под. ред. М. С. Кулика. - Москва : Гидрометеоиздат, 1957. — 20 с.
- Особенности засух в острозасушливых районах СССР и учёт климатических ресурсов при разработке приемов земледелия / Л. А. Разумова, д-р геогр. наук. - Москва : Изд-во М-ва сельского хозяйства СССР, 1958. — 17 с.
- Условия водоснабжения зерновых культур в степных районах северной половины Казахстана и в Кулунде / Глав. упр. гидрометеорол. службы при Совете Министров СССР. Центр. ин-т прогнозов ; Л. А. Разумова, С. Б. Мастинская, Н. Б. Мещанинова и др. ; Под ред. М. С. Кулика. - Москва : Гидрометеоиздат. Моск. отд-ние, 1960. — 160 с.
- Почвенная влага и её значение в сельскохозяйственном производстве / С. А. Вериго, Л. А. Разумова. - Ленинград : Гидрометеоиздат, 1963. — 289 с.
- Метод агрометеорологического обслуживания орошаемого земледелия при возделывании зерновых культур / Д-р геогр. наук Л. А. Разумова, канд. геогр. наук Н. Б. Мещанинова ; Под ред. д-ра геогр. наук Ю. И. Чиркова ; Глав. упр. гидрометеорол. службы при Совете Министров СССР. Гидрометеорол. науч.-исслед. центр СССР. - Москва : Гидрометеоиздат. Моск. отд-ние, 1969. — 75 с.
- Методическое пособие по составлению агрометеорологических прогнозов оптимальных режимов орошения зерновых культур / Л. А. Разумова, Н. Б. Мещанинова ; Гл. упр. гидрометеорол. службы при Совете Министров СССР. Гидрометеорол. науч.-исслед. центр СССР. - Москва : Гидрометеоиздат. Моск. отд-ние, 1972. — 91 с.
- Почвенная влага: Применит. к запросам сельск. хоз-ва / С. А. Вериго, Л. А. Разумова. - [2-е изд., перераб. и доп.]. - Ленинград : Гидрометеоиздат, 1973. — 328 с.
- Исследования по агрометеорологическим прогнозам / Под ред. д-ра геогр. наук Л. А. Разумовой. - Ленинград : Гидрометеоиздат, 1973. — 143 с.
- Агрометеорологические особенности засухи 1972 г. и её влияние на сельскохозяйственные культуры / Под ред. Л. А. Разумовой. - Ленинград : Гидрометеоиздат, 1975. — 179 с.
- Методические указания по составлению агрометеорологических прогнозов влагозарадковых поливов под озимые зерновые и оптимальных оросительных норм под яровую пшеницу и кукурузу / Л. А. Разумова, Н. Б. Мещанинова ; Гидрометеорол. науч.-исслед. центр СССР. - Москва : Гидрометеоиздат. Моск. отд-ние, 1976. — 56 с.
- Агрометеорологические расчеты и прогнозы оптимальных сроков и норм полива основных зерновых культур / Л.А. Разумова, Н.Б. Мещанинова ; Гл. упр. гидрометеорол. службы при Совете Министров СССР, Гидрометеорол. н.-и. центр СССР. - Ленинград : Гидрометеоиздат, 1977. — 120 с.
- Составление агрометеорологических расчетов и прогнозов оптимальных сроков и норм полива кукурузы. - Ленинград : Гидрометеоиздат, 1978. — 38 с.[5]

## Награды
- Заслуженный деятель науки РСФСР (1972)[1][2]